# 石堤村
石堤村（いしつつみむら）は、かつて富山県西礪波郡にあった村。現在の高岡市北西部の石堤地区にあたる。

## 沿革
- 1889年（明治22年）4月1日 - 町村制の施行により、礪波郡石堤村の区域の一部、麻生谷（あそや）村、柴野村、西広谷（にしひろたに）村、山川村、勝木原（のでわら）村、内島村の区域の一部の区域をもって、礪波郡石堤村が発足する。
- 1896年（明治29年）3月29日 - 郡制の施行のため、礪波郡が分割して、西礪波郡が発足により、西礪波郡に所属となる。
- 1953年（昭和28年）10月5日 - 高岡市に編入する。

## 村役場の変遷
村発足当初は、柴野字十日市の三光寺を借りていた。1892年（明治25年）4月も麻生谷5005番地（旧麻生谷小学校校舎）に移転し、1905年（明治38年）から1906年（明治39年）3月までの間は石堤尋常小学校の仮校舎に充用のため、麻生谷の浄教寺に転借していた。1925年（大正14年）、富山県からの補助金を得て、麻生谷3037番地に隔離病舎を新築し、そこに役場庁舎を借充した。以降毎年使用外目的の認可を申請していた。

## 歴代村長
出典→
1. 浦谷彦作（1889年5月 - 1898年2月）
2. 柴田利八（1898年3月 - 1906年2月）
3. 西村茂（郡書記、1906年3月 - 1906年4月）
4. 柴田利八（1906年5月 - 1910年12月）
5. 尾崎準一郎（1909年12月 - 1918年3月）
6. 前野八三（1918年4月 - 1922年4月）
7. 山田三美（1922年5月 - 1934年3月）
8. 尾崎進（1934年3月 - 1937年7月）
9. 前田松次郎（1939年1月 - 1940年11月）
10. 宮崎精二（1941年2月 - 1942年3月）
11. 尾崎進（1942年4月 - 1946年12月）
12. 宮崎精二（1947年4月 - 1947年5月）
13. 谷口重義（1947年6月 - 1948年4月）
14. 空一（1948年5月 - 1950年2月）
15. 前野良太郎（1950年3月 - 1952年7月）
16. 前田直（1952年8月 - 1953年10月）